# Ries-kráter

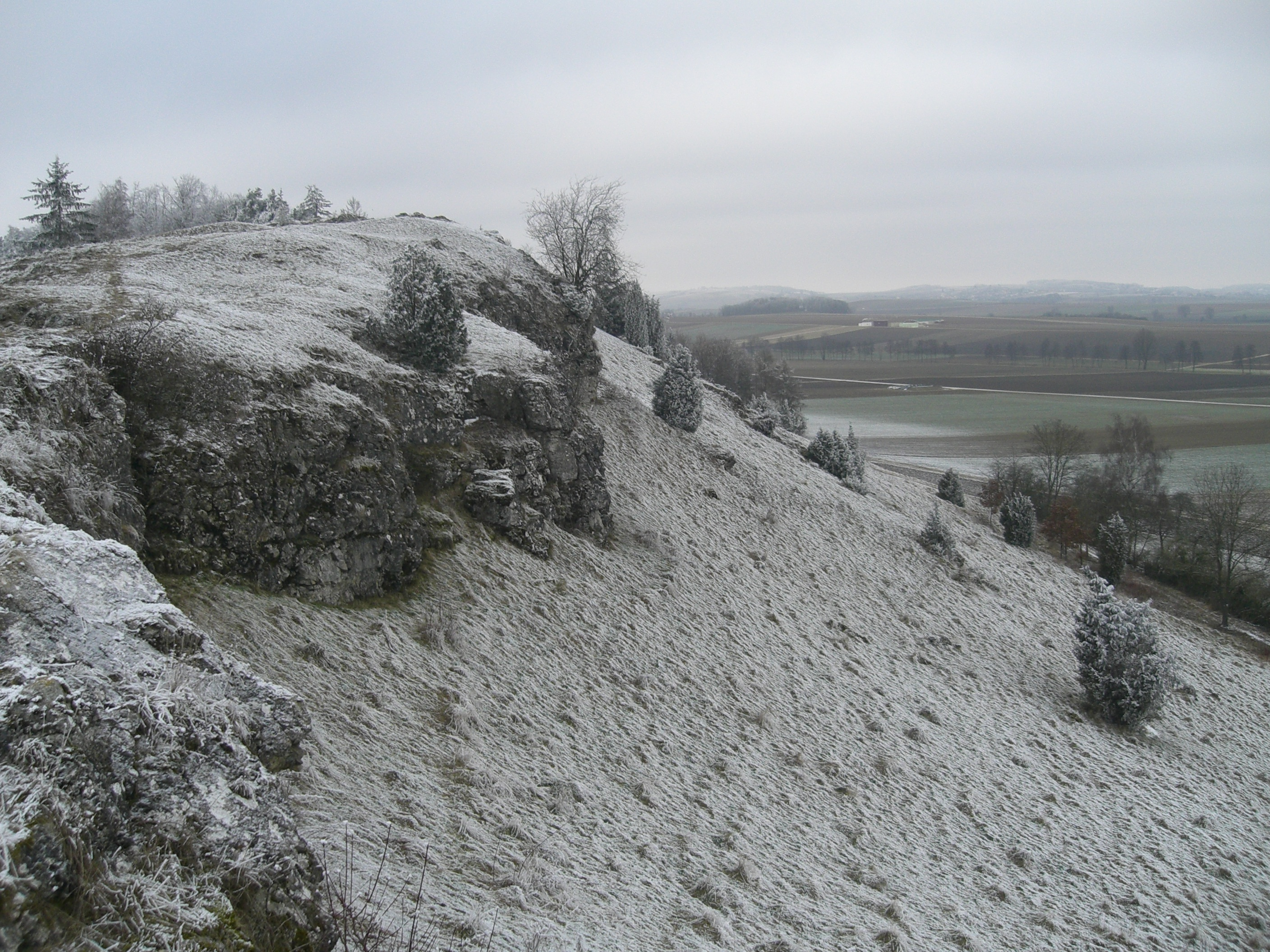
A kráter pereme Mönchsdeggingen falu közelében.

A Ries-kráter Európa legismertebb becsapódási krátere Németországban, a Duna felső folyásánál, Nördlingen közelében.

## Neve
A "Ries" szó talán az Óriás szó megfelelője, az egykori névadás szerint. A Ries nem német szó, ezért úgy sejtik, hogy talán az egykori Raetia lakóitól ered a név.

## A Ries becsapódási kráter
Ma már biztosnak tekinthető, hogy a 25 kilométer átmérőjű medencét meteoritbecsapódás hozta létre. Körülbelül 14,8 millió éve jöhetett létre, a földtani miocén korban.
Korábban vulkáni eredetűnek hitték. Eugene Merle Shoemaker bizonyította 1960-ban, hogy a kráter meteoritbecsapódás eredménye. Az egyik fontos bizonyíték erre a coesit (ejtsd kúszit) ásvány, amely a kvarc egyik nagy nyomáson létrejövő módosulata. Ez az ásvány megtalálható a közeli Nördlingen város épületeit alkotó kőzetben is. Ez a kőzet a suevit, amely egy breccsás kőzet.

## Kettős kráter: a társa a Steinheim-kráter
A nördlingeni Ries-kráter mellett, attól délnyugati irányban egy kisebb kráter is található. Ez a Steinheim-kráter, amely mintegy 40 kilométerre fekszik a Ries peremétől. Ma már, amikor több kettős kisbolygót ismerünk, jogos az a feltételezés, hogy a két kráter egyszerre keletkezett.

## Tektitek
A Csehországban gyűjthető üveges anyagú moldavitokat, a tektitek egy típusát szintén a Ries-kráter termékének tartják. A megmozgatott és kidobott takaró anyaga mintegy százszorosa a becsapódó testének. Ebből az olvadékcseppnyi darabok alkotják a lehűlés után megszilárdult tektiteket.

## Lásd még
- becsapódási kráterek listája
- európai becsapódási kráterek listája

## Külső hivatkozások
- Ries az Impaktok adatbázisában
- A Ries-Kráter Múzeum Nördlingenben
- Nördlingen, Germánia